# Esumazione e sepoltura di Riccardo III d'Inghilterra

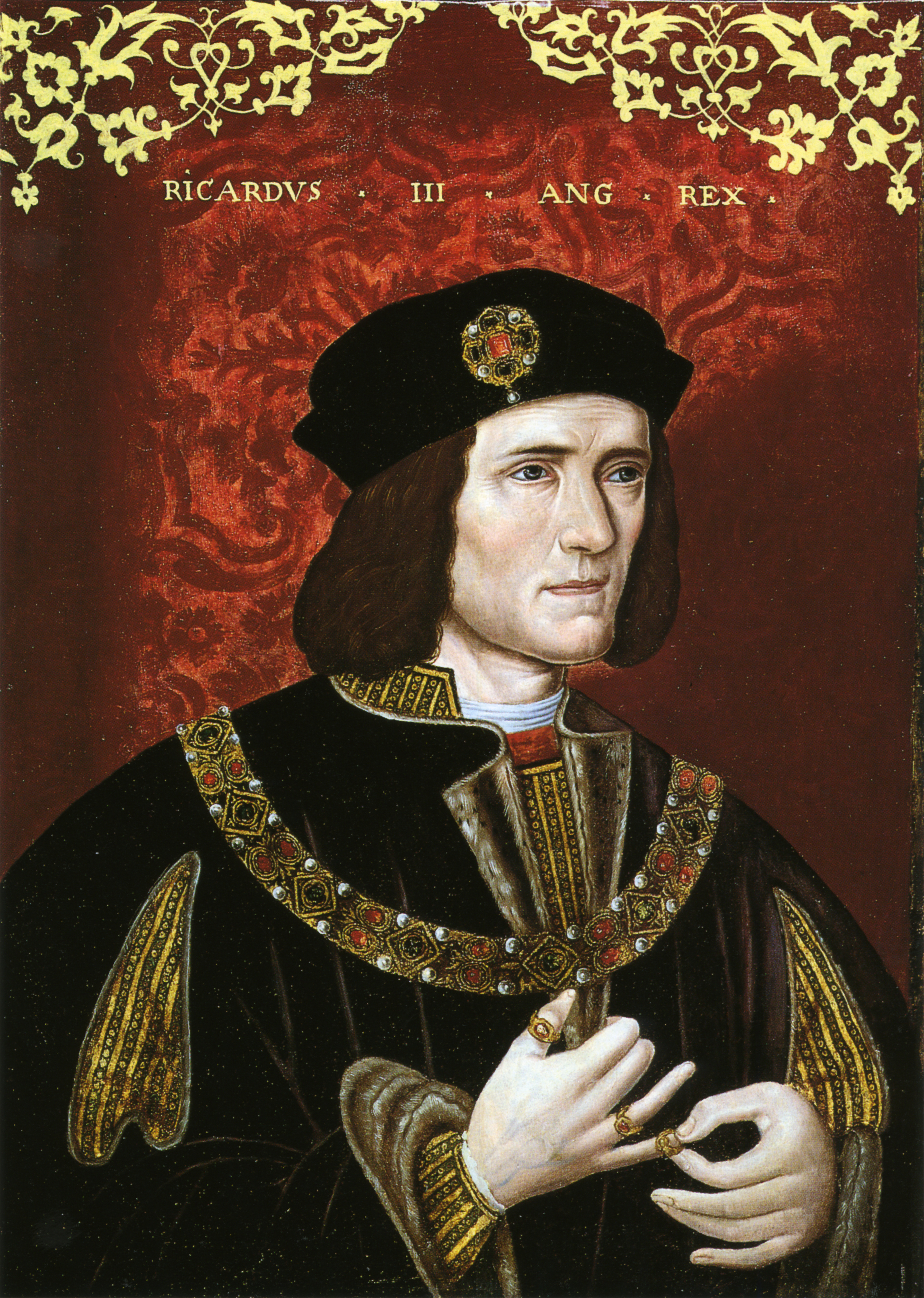
Riccardo III, autore ignoto, tardo XVI secolo. La spalla destra sollevata era un segno visibile della sua deformità vertebrale.

L'esumazione e sepoltura di Riccardo III d'Inghilterra cominciò con la scoperta dei resti del re all'interno del sito della chiesa del convento dei frati grigi (francescani) a Leicester, in Inghilterra, nel settembre del 2012. In seguito a numerosi test antropologici e genetici, i resti del sovrano, l'ultimo re inglese ucciso in battaglia, furono sepolti nella cattedrale di Leicester il 26 marzo 2015.
Riccardo III, ultimo sovrano della dinastia dei Plantageneti, venne ucciso il 22 agosto 1485 nella battaglia di Bosworth Field, l'ultimo scontro armato significativo della guerra delle due rose. Il suo corpo venne poi portato nel convento dei frati grigi (francescani) di Leicester, dove venne sepolto in una semplice fossa nella chiesa del convento. A seguito della dissoluzione del complesso avvenuta nel 1538 e della successiva demolizione, la tomba di Riccardo andò perduta. Sorse una leggenda che diceva che le ossa di Riccardo furono gettate nel fiume Soar presso il vicino Bow Bridge.
Nell'agosto del 2012 cominciò la ricerca del corpo di Riccardo, intitolata Progetto Looking for Richard, con il sostegno della Richard III Society. Lo scavo archeologico venne condotto da Philippa Langley, segretaria della sezione scozzese della Richard III Society, in collaborazione con il consiglio cittadino, non ricevendo alcun aiuto dal dipartimento di archeologia universitario dell'Università di Leicester. Il primo giorno venne scoperto uno scheletro umano appartenente a un uomo sulla trentina che mostrava segni di gravi lesioni. Lo scheletro, che aveva diverse caratteristiche fisiche insolite, in particolare una grave curvatura della schiena, fu riesumato per consentire l'analisi scientifica. Gli esami mostrarono che l'uomo fu probabilmente ucciso da un colpo di una grande arma da taglio, verosimilmente un'alabarda, che ruppe la parte posteriore del cranio esponendo il cervello, o da un colpo di spada che penetrò il cervello. Altre ferite presenti sullo scheletro furono inflitte dopo la morte come "lesioni per umiliazione", come forma di vendetta postuma.
L'età delle ossa alla morte corrispondeva a quella di Riccardo quando fu ucciso; i resti furono datati a circa il periodo della sua morte ed erano per lo più in linea con le descrizioni fisiche del re. L'analisi genetica del DNA dimostrò che il DNA mitocondriale estratto dalle ossa corrispondeva a quello di due discendenti matrilineari, uno della 17ª e l'altro della 19ª generazione, della sorella del re, Anna di York. Prendendo queste scoperte in considerazione insieme con altre prove storiche, scientifiche e archeologiche, il 4 febbraio 2013 l'Università di Leicester annunciò di aver concluso oltre ogni ragionevole dubbio che lo scheletro è effettivamente quello di Riccardo III.
Come condizione per avere il permesso di dissotterrare lo scheletro, gli archeologi convennero che, in caso di ritrovamento dei resti del re, questi sarebbero stati riseppelliti nella cattedrale di Leicester. Sorse una controversia sul fatto che un sito di sepoltura alternativa, come la cattedrale di York o l'abbazia di Westminster, sarebbe stato più adatto. Una causa legale confermò che non vi erano motivi di diritto pubblico per le corti di essere coinvolte in tale decisione. L'inumazione ebbe quindi luogo a Leicester il 26 marzo 2015, nel corso di una cerimonia commemorativa trasmessa in televisione, alla presenza dell'arcivescovo di Canterbury e di alti esponenti delle altre confessioni cristiane.

## Morte e sepoltura iniziale

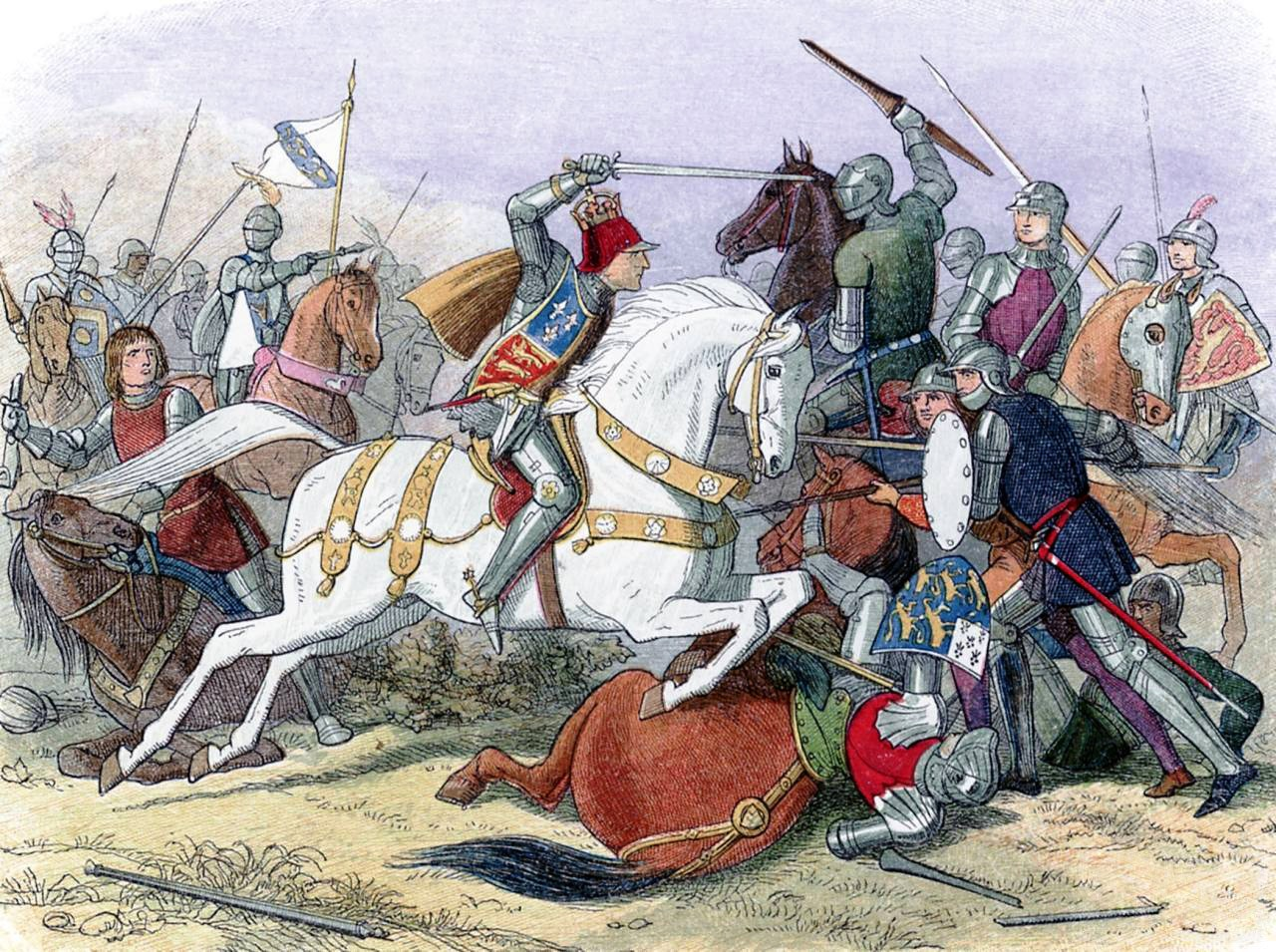
Una raffigurazione del 1864 raffigurante re Riccardo III nella sua ultima battaglia.

Riccardo venne ucciso mentre combatteva Enrico Tudor nella battaglia di Bosworth Field nel 1485, l'ultimo grande scontro della guerra delle due rose. Il poeta gallese Guto'r Glyn accreditò la morte di Riccardo a Sir Rhys ap Thomas, membro dell'esercito gallese di Enrico che gli avrebbe inflitto il colpo fatale. Dopo la sua morte, il corpo di Riccardo fu spogliato nudo e portato nella vicina Leicester ed esposto pubblicamente. L'anonima ballata di Bosworth Field dice che "in Newarke laid was hee, that many a one might looke on him" (trad."a Newarke era sdraiato, così che molti potessero guardarlo") quasi certamente un riferimento alla chiesa collegiata dell'Annunciazione della Madonna di Newarke, fondata dai Lancaster alla periferia della Leicester medievale. Secondo il cronista Polidoro Virgili, Enrico VII "rimase per due giorni" in città prima di partire per Londra e, nella stessa data - il 25 agosto 1485 - la salma venne sepolta "presso il convento dei frati francescani a Leicester senza un solenne funerale". Il sacerdote del Warwickshire e antiquario John Rous, scrisse tra il 1486 e il 1491, che Riccardo venne sepolto "nel coro dei frati minori a Leicester". Anche se gli scrittori successivi parlano della sepoltura del re in altri luoghi, gli scritti di Virgili e Rous erano ritenuti più credibili dai ricercatori moderni.

### Luogo di sepoltura

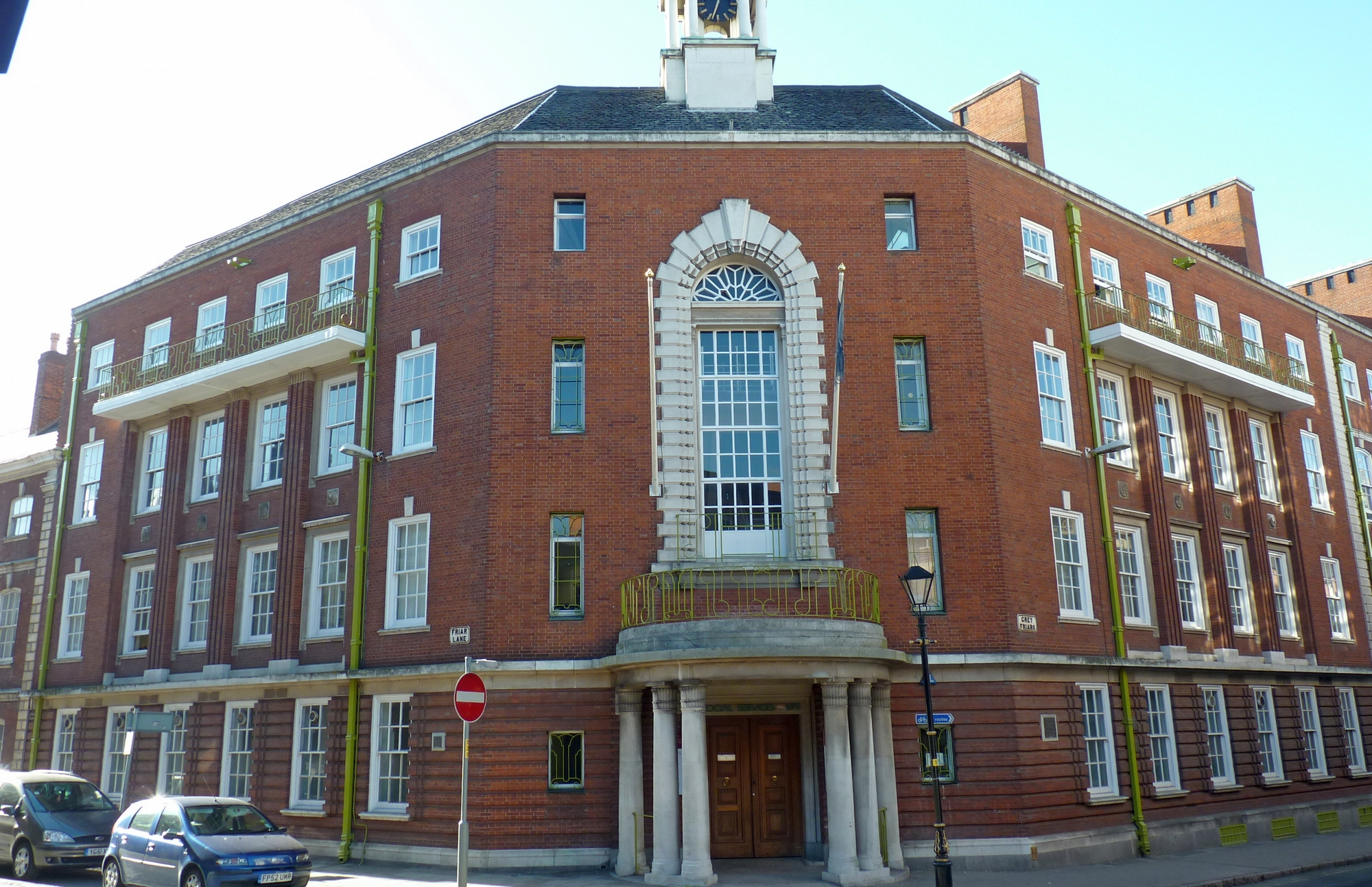
Gli uffici del consiglio della contea del Leicestershire dal 1936 al 1965 occupano il sito della villa Herrick.

Nel 1495, dieci anni dopo la sepoltura, re Enrico VII pagò un monumento in marmo e alabastro per celebrare la tomba del suo predecessore. Il suo costo è registrato nei documenti legali relativi a una disputa sul pagamento che mostra che due uomini ricevettero in pagamento 50 sterline e 10 sterline e uno scellino, rispettivamente, per fare e trasportare la tomba da Nottingham a Leicester. Non sono pervenute descrizioni in prima persona della tomba, ma Raphael Holinshed nel 1577 scrisse (forse citando una persona che l'aveva vista di persona), che era "un quadro di alabastro raffigurante la persona [di Riccardo]". Sir George Buck 40 anni dopo scrisse che era "una sepoltura in marmo di colore misto adornata con la sua immagine". Buck registrò anche l'epitaffio inciso sulla tomba.
Dopo la dissoluzione del convento avvenuta nel 1538, il complesso fu demolito e il monumento venne distrutto o decadde lentamente a causa delle intemperie. Il sito del convento fu venduto a due speculatori immobiliari del Lincolnshire e venne poi acquistato da Robert Herrick, sindaco della città. Herrick costruì un palazzo vicino a Friary Lane, un sito che è ormai sepolto sotto Grey Friars Street e trasformò il resto del terreno in giardini. Anche se il monumento di Riccardo era evidentemente scomparso in quel momento, il luogo della sua tomba era ancora conosciuto. L'antiquario Christopher Wren, padre dell'omonimo celebre architetto Christopher Wren, registrò che Herrick eresse un monumento sul luogo della tomba, sotto forma di un pilastro di pietra di circa tre piedi (1 m) di altezza con scolpite le parole: "Qui giace il corpo di Riccardo III, per qualche tempo re d'Inghilterra". La colonna era visibile nel 1612, ma era scomparsa nel 1844.
Il cartografo e antiquario John Speed scrisse nella sua Historie of Great Britaine (1611) che la tradizione locale affermava che il corpo del re fu "portato fuori dalla città e con disprezzo gettato sotto il Bow Bridge, su un ramo del Soare sul lato ovest della città". Il suo racconto venne ampiamente accettato da autori successivi. Nel 1856 venne eretta da un costruttore locale una lapide commemorativa vicino al Bow Bridge, che diceva: "Vicino a questo luogo si trovano i resti di Riccardo III l'ultimo dei Plantageneti 1485". La scoperta di uno scheletro nei sedimenti del fiume avvenuta nel 1862 nei pressi del ponte portò taluni a credere che erano state trovate le ossa di Riccardo, ma un esame più attento dimostrò che erano probabilmente quelle di un uomo sui 20 anni e non il re.
L'origine della pretesa di Speed non è chiara; non è stata attribuita a una qualsiasi fonte, né ha avuto alcun antecedente in altri resoconti scritti. Lo scrittore Audrey Strange suggerisce che può essere una rivisitazione confusa della profanazione dei resti di John Wycliffe, avvenuta nella vicina Lutterworth nel 1428, quando una folla lo dissotterrò, bruciò le ossa e gettò le ceneri nel fiume Swift. Lo storico britannico indipendente John Ashdown-Hill propone che Speed fece un errore sulla posizione della tomba del re e inventò la storia per spiegare la sua assenza. Se Speed fosse stato nella proprietà di Herrick avrebbe sicuramente visto la colonna commemorativa e i giardini, ma invece riferì che il sito era "invaso da ortiche e erbacce" e che non vi era alcuna traccia della tomba. La mappa di Leicester disegnata da Speed posiziona in modo non corretto il convento dei frati grigi, ovvero dove c'era il convento dei frati neri (domenicani), suggerendo che probabilmente aveva cercato la tomba nel posto sbagliato.
Un'altra leggenda locale narra di un sarcofago di pietra, che presumibilmente conservava i resti del re, che nello scritto di Speed era diventato "un abbeveratoio per i cavalli in una locanda comune". Una bara certamente sembra essere esistita; John Evelyn la registrò nel corso una visita nel 1654, mentre Celia Fiennes scrisse nel 1700 che aveva visto "un pezzo della sua lapide giaceva [sic], tagliata nella forma esatta per il suo corpo, ma posizionata al Greyhound [Inn] a Leicester, parzialmente rotta". William Hutton nel 1758 scrisse che la bara "Non aveva resistito alle ingiurie del tempo", e che venne mantenuta al White Horse Inn su Gallowtree Gate. Anche se la posizione del sarcofago non è nota, la sua descrizione non corrisponde allo stile di sarcofagi usate alla fine del XV secolo ed è improbabile che abbia avuto alcun collegamento con Riccardo. È più probabile che sia stato recuperato da una delle istituzioni religiose soppresse in seguito alla dissoluzione dei monasteri.
Il palazzo di Herrick, Greyfriars House, rimase in possesso alla sua famiglia fino a che suo pronipote Samuel non lo vendette nel 1711. La proprietà venne successivamente divisa e venduta nel 1740; tre anni più tardi, venne realizzata New Street su tutta la parte occidentale del sito. Molte sepolture furono scoperte quando vennero edificate le case lungo la strada. Un'abitazione, sita al 17 di Friar Lane, venne costruita nella parte orientale del sito nel 1759 e sopravvive ancora oggi. Nel corso del XIX secolo, il sito divenne sempre più affollato di costruzioni. Nel 1863 la Alderman Newton's School costruì un la sua sede su parte del sito. Il palazzo di Herrick fu demolito nel 1871, l'attuale Grey Friars Street venne realizzata attraverso il sito nel 1873 e,con lo sviluppo commerciale, venne edificata la sede della Leicester Trustee Savings Bank. Nel 1915 il resto del sito fu acquisito dal consiglio della contea del Leicestershire che costruì i suoi uffici negli anni '20 e '30. Il consiglio si trasferì nel 1965 quando fu aperta la nuova County Hall. Il resto del sito, dove un tempo c'era il giardino di Herrick, fu trasformato in un parcheggio personale intorno al 1944.
Nel 2007, un edificio di un solo piano del 1950 di Grey Friars Street fu demolito dando agli archeologi la possibilità di scavare e cercare tracce del convento medievale. Molto poco fu dissotterrato, con l'eccezione del frammento di un coperchio di pietra bara di una sepoltura post-medievale. I risultati dello scavo suggerirono che i resti della chiesa conventuale erano più a ovest di quanto si pensasse.

## ProgettoLooking for Richard

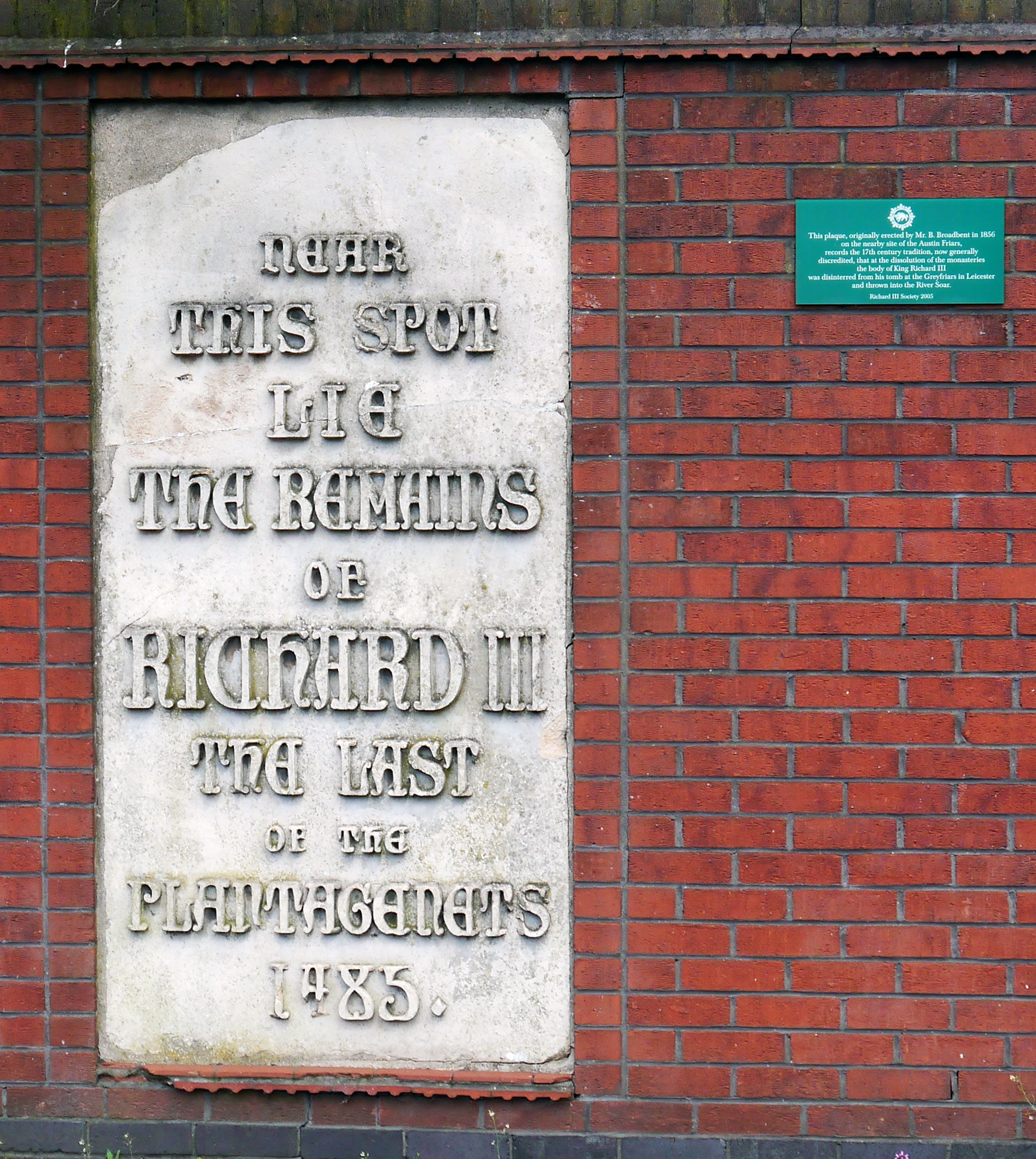
Iscrizione sul Bow Bridge, Leicester, relativo alla storia che le ossa di Riccardo sarebbero state gettate nel fiume Soar. La targa piccola venne installata dalla Richard III Society nel 2005 per confutare la dichiarazione della placca più grande installata nel 1856.

La posizione del corpo di Riccardo III fu a lungo fonte di interesse per i membri della Richard III Society, un gruppo istituito per giungere a una rivalutazione della reputazione macchiata del sovrano. Un articolo di Audrey Strange del 1975, pubblicato sulla rivista della società, The ricardian, suggerì che i suoi resti fossero sepolti sotto il parcheggio del consiglio della contea. La richiesta venne ripetuta nel 1986, quando lo storico David Baldwin suggerì che i resti fossero ancora nella zona di Greyfriars. Ipotizzò: "È possibile (anche se ora forse improbabile) che a un certo momento nel ventunesimo secolo un escavatore potrebbe ancora rivelare lievi resti di questo famoso monarca". Nel 2004 e nel 2005, John Ashdown-Hill rintracciò due discendenti di 17ª generazione per via matrilineare della sorella del re, Anna di York. Egli concluse dalla sua conoscenza dei priorati francescani che le rovine della chiesa conventuale erano probabilmente sotto il parco auto e non che non vi era costruito niente sopra.
Anche se i membri della Richard III Society hanno sempre discusso circa la possibile collocazione della tomba del re, essi non cercarono attivamente i suoi resti. I singoli membri suggerirono possibili linee di indagine, ma né l'Università di Leicester, né gli storici e né gli archeologi locali raccolsero la sfida, probabilmente perché si diffuse l'idea che sopra la tomba si era costruito o che lo scheletro era stato disperso, come suggerisce il racconto di John Speed.
Nel 2004 e nel 2005, Philippa Langley, segretaria della sezione scozzese della Richard III Society, svolse attività di ricerca a Leicester in connessione con una sceneggiatura biografica di Riccardo III. Lei si convinse che il parcheggio era la posizione chiave per le indagini e contattò Ashdown-Hill dopo aver sentito della sua ricerca del DNA. Al suo incitamento, contattò i produttori del programma Time Team di Channel 4, una serie di archeologia a cui propose uno scavo del parcheggio; questi rifiutarono prevedendo che lo scavo sarebbe stato di più lunga durata dello standard di tre giorni previsti dal programma. Tre anni più tardi, un'altra scrittrice, Annette Carson, nel suo libro Richard III: The Maligned King (2008), venne in modo indipendente alla conclusione che il suo corpo probabilmente giaceva sotto il parcheggio. Si unirono le forze di Langley e Ashdown-Hill per effettuare ulteriori ricerche, nel corso delle quali venne trovato quello che lei definì una "pistola fumante", una mappa medievale di Leicester che mostrava la chiesa dei frati grigi a nord di quello che è ora il parcheggio.
Nel febbraio del 2009, Langley, Carson e Ashdown-Hill collaborarono con il dottor David Johnson e sua moglie Wendy, membri della Richard III Society, per lanciare un progetto con il titolo provvisorio Looking for Richard: In Search of a King, che Langley prevedeva come "punto di riferimento televisivo speciale". La sua premessa era "ricercare la tomba del re e raccontare la sua vera storia", con l'obiettivo "di cercare, recuperare e riseppellire i suoi resti mortali con l'onore, la dignità e il rispetto così vistosamente negati dopo la sua morte nella battaglia di Bosworth".
Il progetto ottenne il sostegno di diversi partner-chiave come il consiglio cittadino, Leicester Promotions (responsabile del marketing turistico locale), l'ateneo locale, la cattedrale di Leicester, Darlow Smithson Productions (responsabili del programma televisivo previsto) e la Richard III Society. Il finanziamento per la fase iniziale della ricerca pre-scavo venne dal fondo e dai membri della Richard III Society facenti parte del Looking for Richard Project, Leicester Promotions accettò di coprire il costo di 35 000 sterline dello scavo. Il servizio archeologico dell'Università di Leicester - organismo indipendente con sede presso l'università - venne nominato imprenditore archeologico del progetto.

## Progetto Greyfriars e scavi

Il sito di Greyfriars, mostrato sovrapposto a una mappa moderna della zona. Lo scheletro di Riccardo III fu recuperato a settembre 2012 dal centro del coro, segnalato da un puntino.

Nel marzo del 2011 una valutazione del sito di Greyfriars cominciò a identificare dove il monastero era posizionato e quali parti sarebbero potute essere disponibili per uno scavo. Venne condotta una valutazione tecnica per determinare la fattibilità archeologica del sito, a cui seguì un sondaggio con georadar nell'agosto dello stesso anno. I risultati dell'analisi furono inconcludenti; nessun resto di costruzione poté essere identificato a causa di uno strato di terra disturbante e di detriti di demolizione appena sotto la superficie. L'indagine fu tuttavia utile nella ricerca di manufatti moderni che attraversano il sito, come tubi e cavi.
Furono identificate tre possibili siti di scavo: il parco auto del personale dei servizi sociali del consiglio cittadino di Leicester, il parco giochi in disuso dell'ex Alderman Newton's School e un parcheggio pubblico a New Street. Si decise di aprire due trincee nel parcheggio dei servizi sociali, con un'opzione per una terza nel parco giochi. Poiché sulla maggior parte del sito di Greyfriars furono edificati edifici successivi, solo il 17 % della sua area era disponibile per lo scavo; l'area da indagare era pari a solo l'1% del sito a causa delle limitazioni di finanziamento del progetto.
La proposta di scavo fu annunciata nel numero di giugno 2012 della rivista della Richard III Society, il Ricardian Bulletin, ma un mese più tardi uno dei principali sponsor si tirò indietro; mancavano quindi 10 000 sterline di fondi. Un appello ai membri dei diversi gruppi riccardiani portò alla donazione di 13 000 sterline in due settimane. Una conferenza stampa tenutasi a Leicester il 24 agosto annunciò l'inizio dei lavori. L'archeologo Richard Buckley ammise che il progetto era molto temerario: "Non sappiamo con precisione dove è la chiesa, per non parlare di dove sia il luogo di sepoltura". In precedenza disse a Langley che pensava che le probabilità fossero "nella migliore delle ipotesi del 50% di trovare la chiesa, e nove a uno di trovare la tomba".
Lo scavo incominciò con la realizzazione, il giorno successivo, di una trincea di 1,6 metri di larghezza per 30 metri, all'incirca sull'asse nord-sud. Fu rimosso uno strato moderno prima di raggiungere il livello del monastero. Due ossa parallele di gambe umane furono scoperte a circa 5 metri dal lato nord della trincea a una profondità di circa 1,5 metri, che indicava una sepoltura indisturbata. Le ossa furono temporaneamente coperte per proteggerle, mentre gli scavi continuarono lungo la trincea. Una seconda trincea parallela fu scavata il giorno dopo a sud-ovest. Nei giorni seguenti, furono scoperte mura e stanze medievali, permettendo agli archeologi di individuare l'area del convento. Divenne chiaro che le ossa trovate il primo giorno all'interno della parte est della chiesa, forse nel coro, luogo della presunta sepoltura del sovrano, appartenevano a un laico. Il 31 agosto l'Università di Leicester ottenne dal Ministero della giustizia una licenza che consentiva la riesumazione di un massimo di sei resti umani. Per restringere la ricerca, venne previsto di cercare i resti di uomini sulla trentina, sepolti all'interno della chiesa.
Le ossa trovate il 25 agosto furono scoperte il 4 settembre e il suolo della tomba ulteriormente scavato nei due giorni successivi. I piedi erano mancanti e il cranio venne trovato in una posizione insolita, leggermente alzato, ciò si deve al fatto che la fossa era troppo poco lunga. La colonna vertebrale era curvata in una forma a S. Non fu trovato alcun segno di una bara; la postura dello scheletro suggerì che il corpo fosse stato avvolto in un semplice lenzuolo, frettolosamente scaricato nella fossa e sepolto. Dopo che le ossa furono rimosse, sotto le vertebre emerse un pezzo di ferro arrugginito. Le mani dello scheletro erano in una posizione insolita, posate sul fianco destro, suggerendo che fossero legate insieme al momento della sepoltura, anche se questo non è stato possibile stabilirlo in via definitiva. Dopo la riesumazione, durante la settimana seguente proseguirono i lavori in trincea, prima che il sito fosse coperto con terra per proteggerlo da danni e per ripristinare il parcheggio e il parco giochi nella loro condizione precedente.

## Analisi della scoperta

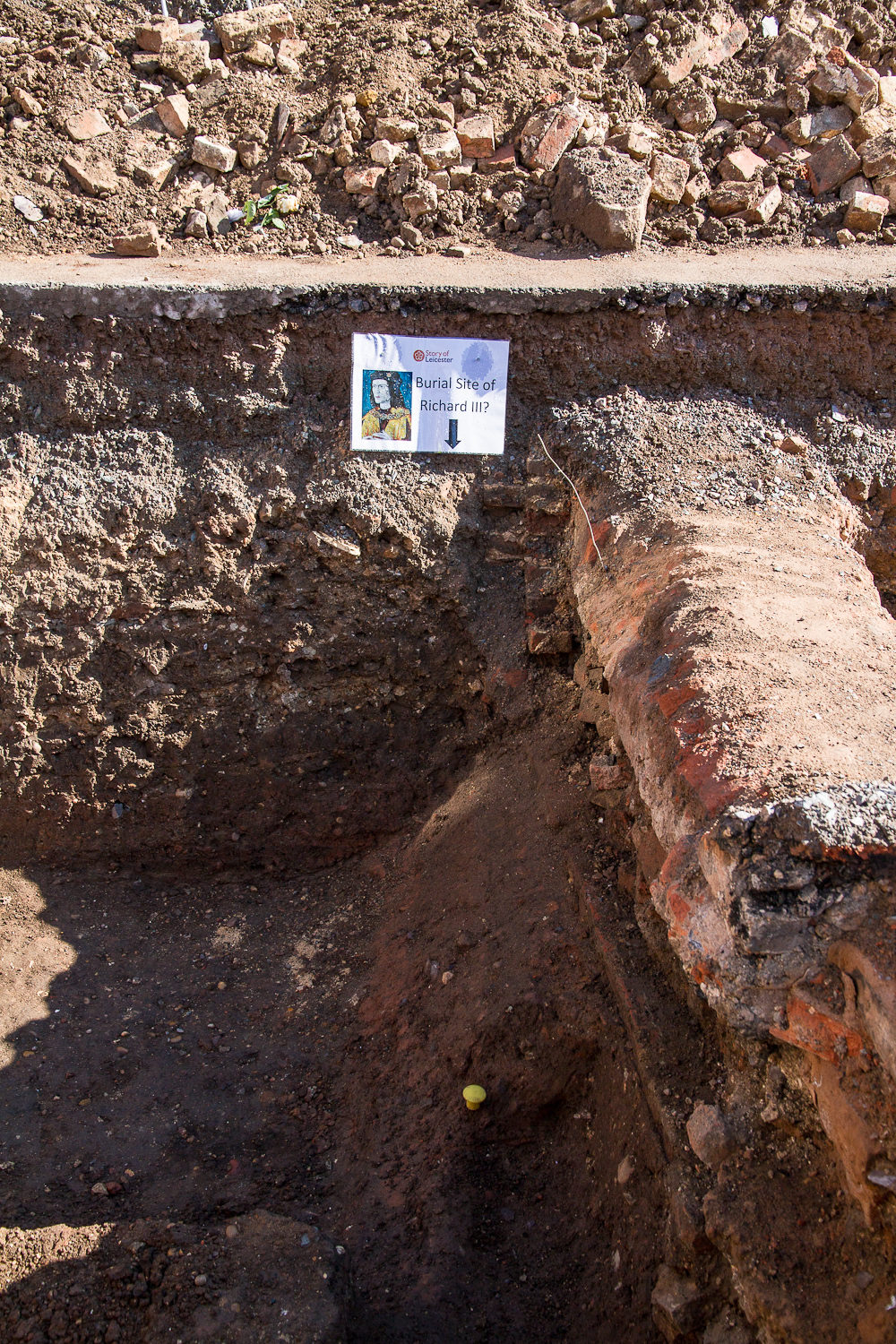
Sito della tomba di Riccardo III contro un muro del coro dell'ex chiesa dei frati grigi.

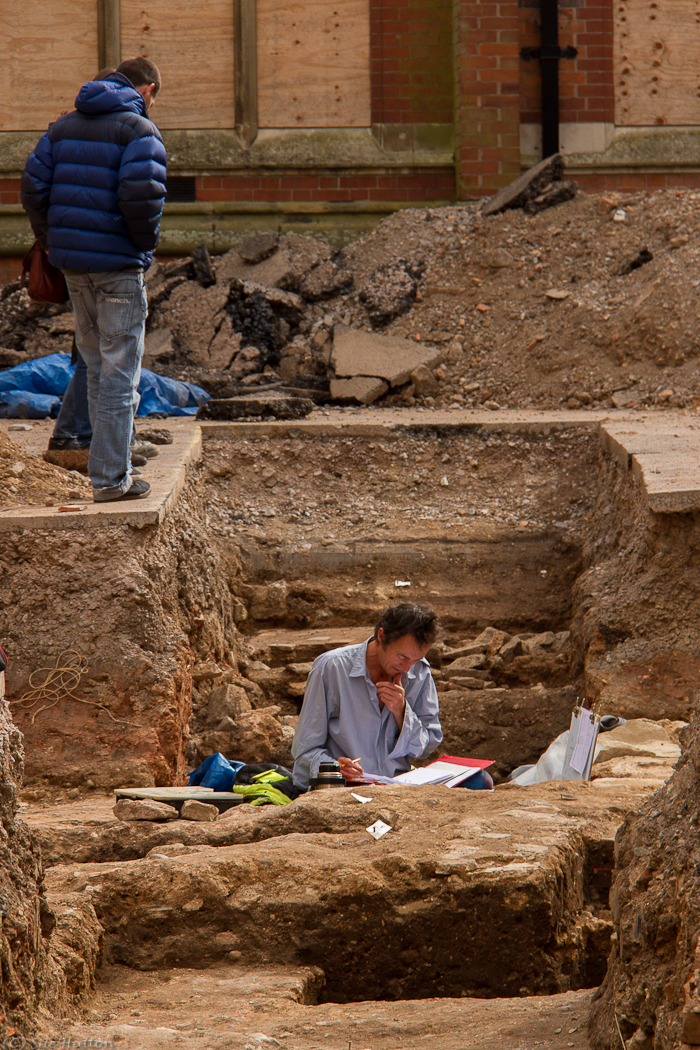
Archeologi al lavoro in una trincea nel parco giochi della ex Alderman Newton's School, sul sito della chiesa dei frati grigi nel settembre del 2012.

Il 12 settembre, il team dell'Università di Leicester annunciò che i resti umani trovati erano un possibile candidato per essere il corpo di Riccardo III, ma sottolineò la necessità di cautela. Gli indicatori positivi erano che il corpo era di un maschio adulto, che era sepolto sotto il coro della chiesa, che aveva una grave scoliosi della colonna vertebrale che probabilmente rendeva una spalla più alta dell'altra. Un oggetto che sembrava essere una punta di freccia fu trovato sotto la colonna vertebrale e il cranio aveva lesioni gravi.

### La prova del DNA
Dopo la riesumazione l'attenzione si spostò dallo scavo all'analisi di laboratorio delle ossa che erano state recuperate. Ashdown-Hill aveva usato la ricerca genealogica per rintracciare i discendenti matrilineari di Anna di York, sorella maggiore di Riccardo, la cui linea di discendenza matrilineare è ancora esistente attraverso sua figlia Anna St Leger, baronessa de Ros. L'accademico Kevin Schürer successivamente rintracciò un secondo individuo nella stessa linea.
La ricerca di Ashdown-Hill nacque nel 2003 come risultato di una sfida per fornire una sequenza del DNA di un'altra sorella del re, Margherita di York, per identificare le ossa trovate nel suo presunto luogo di sepoltura, la chiesa priorale francescana di Mechelen, in Belgio. Si cercò di estrarre la sequenza di DNA mitocondriale da un capello di Edoardo IV conservato nell'Ashmolean Museum. Il tentativo non ebbe successo a causa della degradazione del materiale genetico. Ashdown-Hill si rivolse allora alla ricerca genealogica per identificare un discendente in linea femminile di Cecily Neville, madre del sovrano. Dopo due anni trovò una donna di origine britannica che era emigrata in Canada dopo la seconda guerra mondiale, Joy Ibsen (nata Brown), che era una diretta discendente di 16ª generazione della sorella di Riccardo e quindi nipote di re Riccardo. Venne testato il DNA mitocondriale e risultò appartenere all'aplogruppo J di DNA mitocondriale, che per deduzione, avrebbe dovuto essere l'aplogruppo mitocondriale del DNA di Riccardo. Il DNA mitocondriale ottenuto dalla Ibsen dimostrò che le ossa di Mechelen non erano quelle di Margherita.
Joy Ibsen, giornalista in pensione, morì nel 2008, lasciando tre figli: Michael, Jeff e Leslie. Il 24 agosto 2012, il figlio Michael (nato in Canada nel 1957, residente a Londra e di professione ebanista) diede un campione di saliva al team di ricerca per confrontarlo con i campioni dei resti umani trovati nello scavo. Gli analisti trovarono una corrispondenza tra il DNA mitocondriale dello scheletro riesumato, Michael Ibsen e un anonimo discendente in seconda linea diretta materna, che condividano una relativamente rara sequenza di DNA mitocondriale, l'aplogruppo J1c2c.
La neozelandese Wendy Duldig, un'altra discendente di 19ª generazione di Anna di York, apparteneva al ramo creato da Caterina Manners, nipote della principessa. Anche il DNA mitocondriale della Duldig coincideva tranne che per una mutazione. Di Wendy Duldig non si conoscono figli sopravvissuti.
Nonostante la corrispondenza del DNA mitocondriale, il genetista Turi King continuò a cercare un collegamento con il cromosoma Y - ereditato paternamente - dei discendenti di Giovanni Plantageneto, I duca di Lancaster. Furono trovati quattro discendenti in linea maschile di Giovanni e i risultati vennero incrociati. Il DNA del cromosoma Y dello scheletro era un po' degradato, ma non si dimostrò coincidente con nessuno dei parenti viventi in linea maschile ma neppure tra i 4 cugini tra di loro, mostrando che un evento di falsa paternità fosse accaduto da qualche parte nelle diciannove generazioni tra Riccardo III e Henry Somerset, V duca di Beaufort; l'opera di King e di altri dimostrano che i tassi storici di falsa paternità sono circa dell'1-2 % per ogni generazione.

### Ossa
Un esame delle ossa dimostrò che queste erano in buone condizioni generali e in gran parte complete eccetto per i piedi mancanti, che probabilmente furono distrutti dai lavori di costruzione di un edificio in periodo vittoriano. Fu subito evidente che il corpo aveva subito lesioni importanti e vennero trovate ulteriori prove di ferite, nonostante lo scheletro fosse pulito. Il cranio mostra i segni di due ferite letali; la base della parte posteriore del cranio fu completamente tagliata via da un'arma da taglio esponendo il cervello, mentre un'altra arma venne spinta attraverso il lato destro del cranio, colpendo l'interno del lato sinistro del cervello. Altrove sul cranio, fu trovato il colpo di un'arma appuntita che aveva penetrato la sommità della testa. Armi bianche tagliarono il cranio e recisero gli strati di tessuto osseo, senza penetrare in esso. Altri fori nel cranio e nella mandibola sono considerati coerenti con ferite di pugnale al mento e alla guancia. Le molteplici ferite sul cranio del re indicano che non indossava l'elmo, che avrebbe potuto aver rimosso o perso quando era a piedi dopo che il suo cavallo rimase bloccato nella palude. Una delle sue costole destre era stata tagliata da un forte colpo come il bacino. Non venne trovata evidenza del braccio avvizzito che affliggeva il personaggio del re nel Riccardo III di William Shakespeare.
Nel loro insieme, le ferite sembrano essere una combinazione di ferite in battaglia, che furono la causa della morte, seguita da ferite post-mortem inflitte per umiliare il cadavere. Le ferite del corpo mostrano che il cadavere fu privato della sua armatura, essendo difficile pugnalare un torso protetto da una piastra di appoggio e un bacino protetto da armatura. Le ferite vennero inflitte da dietro sulla schiena e sui glutei, mentre erano scoperti, coerenti con le descrizioni contemporanee che descrivono il corpo nudo del re legato a un cavallo con le gambe e le braccia penzoloni verso il basso su entrambi i lati. È possibile che ci fossero altre ferite non evidenti dalle ossa.
Le ferite alla testa sono coerenti con una poesia di Guto'r Glyn del 1485 in cui un cavaliere del Galles, Sir Rhys ap Thomas uccise Riccardo e "rasò la testa del cinghiale [simbolo di re Riccardo]". Si era pensato che questa fosse una descrizione figurativa della decapitazione del re, ma la testa dello scheletro non era chiaramente stata recisa. La descrizione di Guto può invece essere una descrizione letterale delle lesioni di cui Riccardo soffrì; i colpi subiti alla testa avrebbero tranciato via gran parte del suo cuoio capelluto, dei capelli e scaglie di osso. Altre fonti contemporanee fanno esplicito riferimento alle lesioni alla testa e alle armi utilizzate per uccidere il sovrano; il cronista francese Jean Molinet scrisse che "uno dei gallesi poi venne su di lui e lo colpì a morte con un'alabarda", e la ballata di Lady Bessie registra che "gli percossero il bacinetto alla testa fino a quando il suo cervello venne fuori con il sangue". Tali racconti certamente si adattano ai danni inflitti sul cranio.
La curvatura laterale della colonna vertebrale era evidente fin dallo scavo. Fu attribuita a una scoliosi originatasi ai tempi dell'adolescenza. Anche se probabilmente era visibile e rendeva la sua spalla destra superiore alla sinistra e riduceva la sua altezza apparente, non era un fattore di esclusione dalla vita attiva e non avrebbe causato una gobba troppo palese. Le ossa si dimostrarono appartenere a un maschio con un'età stimata di 30-34 anni, coerente con Riccardo, che aveva 32 anni quando morì.

### Datazione al radiocarbonio e altre analisi scientifiche
Due datazioni al radiocarbonio suggerirono come datazione un periodo tra il 1430-1460 (test del Scottish Universities Environmental Research Centre (SUERC)) e il 1412 - 1449 (test dell'acceleratore di radiocarbonio dell'Università di Oxford) - troppo presto per la morte di Riccardo avvenuta nel 1485. La spettrometria di massa effettuata sulle ossa trovò le prove di un grande consumo di frutti di mare. Questo disturba la datazione al radiocarbonio in quanto fa apparire più vecchio di quello che sono i resti umani. Un'analisi bayesiana suggerì c'era una probabilità del 68,2 % che la vera data delle ossa fosse tra il 1475 e il 1530, in aumento al 95,4 % tra il 1450 e il 1540. Anche se di per sé non è sufficiente a dimostrare che lo scheletro è di Riccardo, ciò è coerente con la data della sua morte. Il risultato della spettrometria di massa indica che la presunta dieta ricca di pesce è confermata dall'analisi di una sostanza chimica e degli isotopi di due denti, un femore e una costola. Dall'analisi degli isotopi di carbonio, azoto e ossigeno di denti e ossa i ricercatori scoprirono una dieta che comprendeva pesce d'acqua dolce, uccelli esotici come cigni, gru e aironi e una vasta quantità di vino - tutti elementi della fascia alta del mercato del lusso. La prima analisi del terreno immediatamente sotto lo scheletro rivelò che l'uomo era infestato da parassiti ascaridi al momento della sua morte.
Gli escavatori trovarono un oggetto di ferro sotto le vertebre dello scheletro e si ipotizzò che avrebbe potuto essere una punta di freccia che era conficcata nella sua parte posteriore. Un'analisi ai raggi X dimostrò che era un chiodo, probabilmente di epoca romano-britannica, che per caso era finito nel terreno immediatamente sotto la tomba, o che era nel suolo già quando fu scavata la tomba ma che in ogni caso non aveva nulla a che fare con il corpo.

## Identificazione di Riccardo III e altri risultati
Il 4 febbraio 2013, l'Università di Leicester confermò che lo scheletro era quello di Riccardo III. L'identificazione è basata sulla prova del DNA mitocondriale, sull'analisi del suolo, su esami dentali e sulle caratteristiche fisiche dello scheletro coerenti con i resoconti contemporanei dell'aspetto del sovrano. L'osteoarcheologo Jo Appleby commentò: "Lo scheletro ha una serie di caratteristiche insolite: corporatura esile, scoliosi, traumi di battaglia collegati. Tutti questi elementi sono estremamente coerenti con le informazioni che abbiamo su Riccardo III nella vita e sulle circostanze della sua morte".
Caroline Wilkinson, professoressa di identificazione craniofacciale presso l'Università di Dundee, guidò il progetto di ricostruzione del volto, commissionato dalla Richard III Society. L'11 febbraio 2014, l'Università di Leicester annunciò un progetto guidato da Turi King volto a sequenziare l'intero genoma di Riccardo III e Michael Ibsen - discendente diretto in linea femminile della sorella di Riccardo, Anna di York - il cui DNA mitocondriale aveva confermato l'individuazione dei resti scavati. Riccardo III è dunque la prima persona antica con nota identità storica il cui genoma è stato sequenziato. Uno studio pubblicato su Nature nel dicembre del 2014 confermò che la partita di genoma intero-mitocondriale tra lo scheletro di Riccardo e Michael Ibsen corrispondeva quasi perfettamente a quello di un altro parente vivente confermato. Tuttavia, il cromosoma Y del DNA ereditato attraverso la linea maschile non trovò alcun legame con gli altri cinque parenti viventi; ciò indica che si è verificato almeno un "evento di falsa paternità" nelle generazioni tra il re e questi uomini. Uno di questi cinque è risultato essere in rapporto con gli altri quattro, dimostrando che un altro evento di falsa paternità si era verificato nelle quattro generazioni che li separano.
La storia dello scavo e della successiva indagine scientifica venne raccontata in un documentario di Channel 4, Richard III: The King in the Car Park, in onda il 4 febbraio 2013. Si rivelò un programma di successo per il canale, avendo avuto picchi di 4,9 milioni di spettatori, e vinse un premio della Royal Television Society. Channel 4 in seguito mandò in onda un documentario di follow-up il 27 febbraio 2014, Richard III: The Untold Story, in cui si indicavano le analisi scientifiche e archeologiche che portarono all'identificazione dello scheletro come appartenente al re.

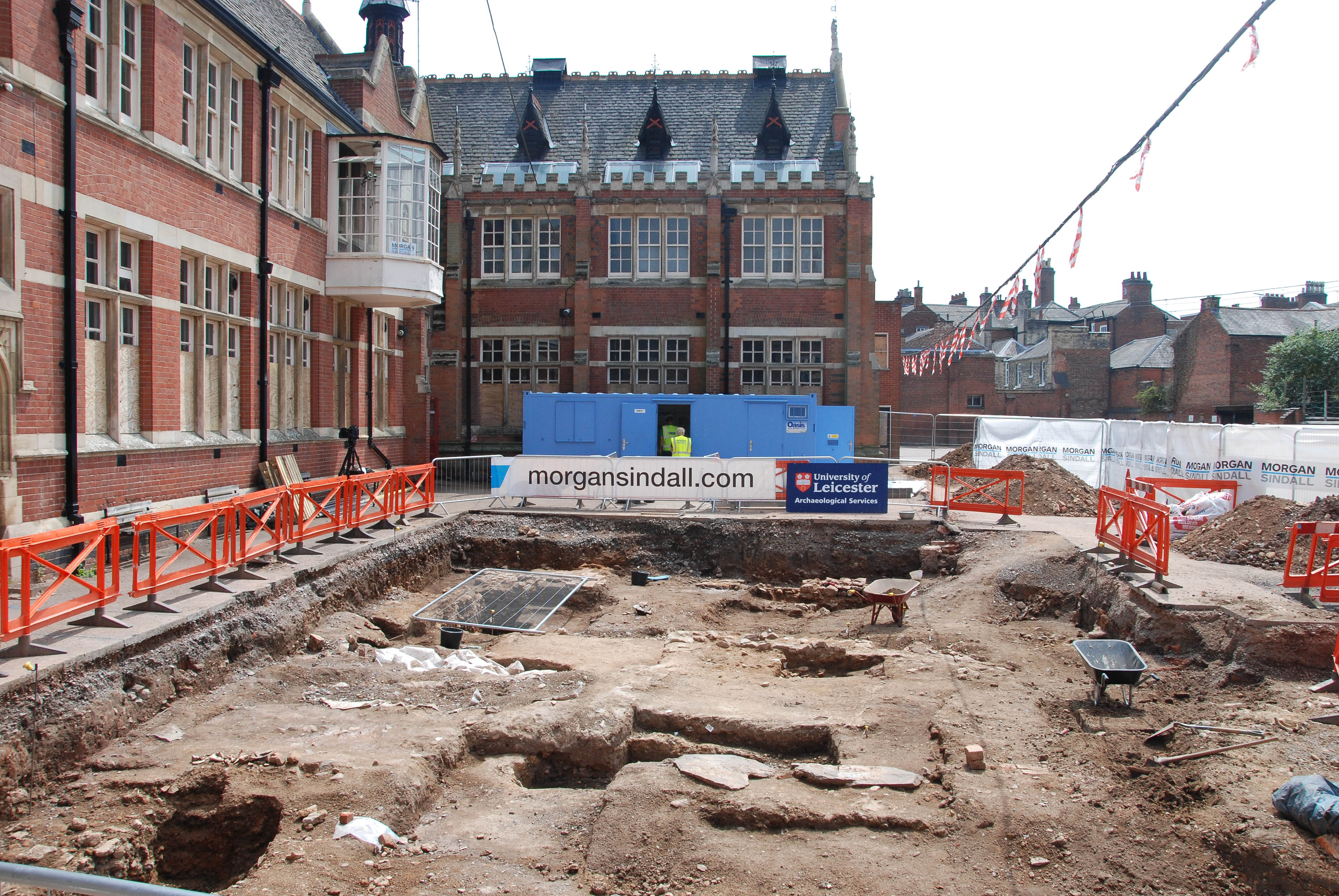
Gli scavi del luglio 2013 che portarono alla scoperta di più parti della chiesa dei frati grigi e alla riesumazione di diverse altre sepolture.

Il sito venne scavato nuovamente nel luglio del 2013 per conoscere meglio la chiesa conventuale, prima di costruire sull'adiacente edificio scolastico in disuso. Grazie a un progetto finanziato dal consiglio cittadino di Leicester e dall'ateneo locale, fu scavata una sola trincea lunga circa il doppio di quelle del 2012. Si riuscì a portare alla luce la totalità dei siti del presbiterio e del coro della chiesa, confermando le ipotesi precedenti circa la disposizione del lato est della chiesa. Tre sepolture individuate ma non scavate nel progetto del 2012 vennero affrontate nuovamente. Una sepoltura risultò essere composta da una bara di legno in una tomba ben scavata, mentre la seconda sepoltura in una bara venne trovata sotto e a cavallo tra coro e presbiterio; la sua posizione suggerisce che è precedente la chiesa.
Un sarcofago di pietra rinvenuta durante lo scavo del 2012 venne aperto per la prima volta, rivelando una bara all'interno. Un'indagine con l'endoscopio rivelò la presenza di uno scheletro insieme con alcuni capelli, frammenti di un lenzuolo e una corda. Lo scheletro venne in un primo momento considerato di sesso maschile, forse appartenente a Sir William de Moton che era noto per essere stato sepolto lì ma gli esami successivi dimostrarono appartenere a una donna, forse una benefattrice di alto rango. Essa non necessariamente è una locale, infatti all'epoca era possibile trasportare cadaveri su lunghe distanze in casse di piombo.

## Piani e sfide
Il piano elaborato dall'Università di Leicester e dalla cattedrale cittadina era in linea con le norme legali britanniche che impongono che i resti emersi in sepolture cristiane scavate dagli archeologi dovrebbero essere sepolti nuovamente nel terreno consacrato più vicino alla tomba originale; questa era anche una delle condizioni grazie alla quale il Ministero della giustizia concesse di riesumare eventuali i resti umani trovati durante gli scavi. La famiglia reale britannica non avanzò alcuna pretesa sui resti; la regina Elisabetta, è stato riferito, venne consultata, ma respinse l'idea di una sepoltura reale. Il Ministero della giustizia inizialmente confermò che all'Università di Leicester sarebbe spettata la decisione finale su dove le ossa dovessero essere ri-sepolte. David Monteith, canonico cancelliere della cattedrale di Leicester, affermò che lo scheletro di Riccardo sarebbe stato reinterrato nella cattedrale nei primi mesi del 2014 con un "servizio cristiano ma ecumenico", non una sepoltura formale, piuttosto un servizio commemorativo, essendosi già svolto il funerale ufficiale al momento della sepoltura.

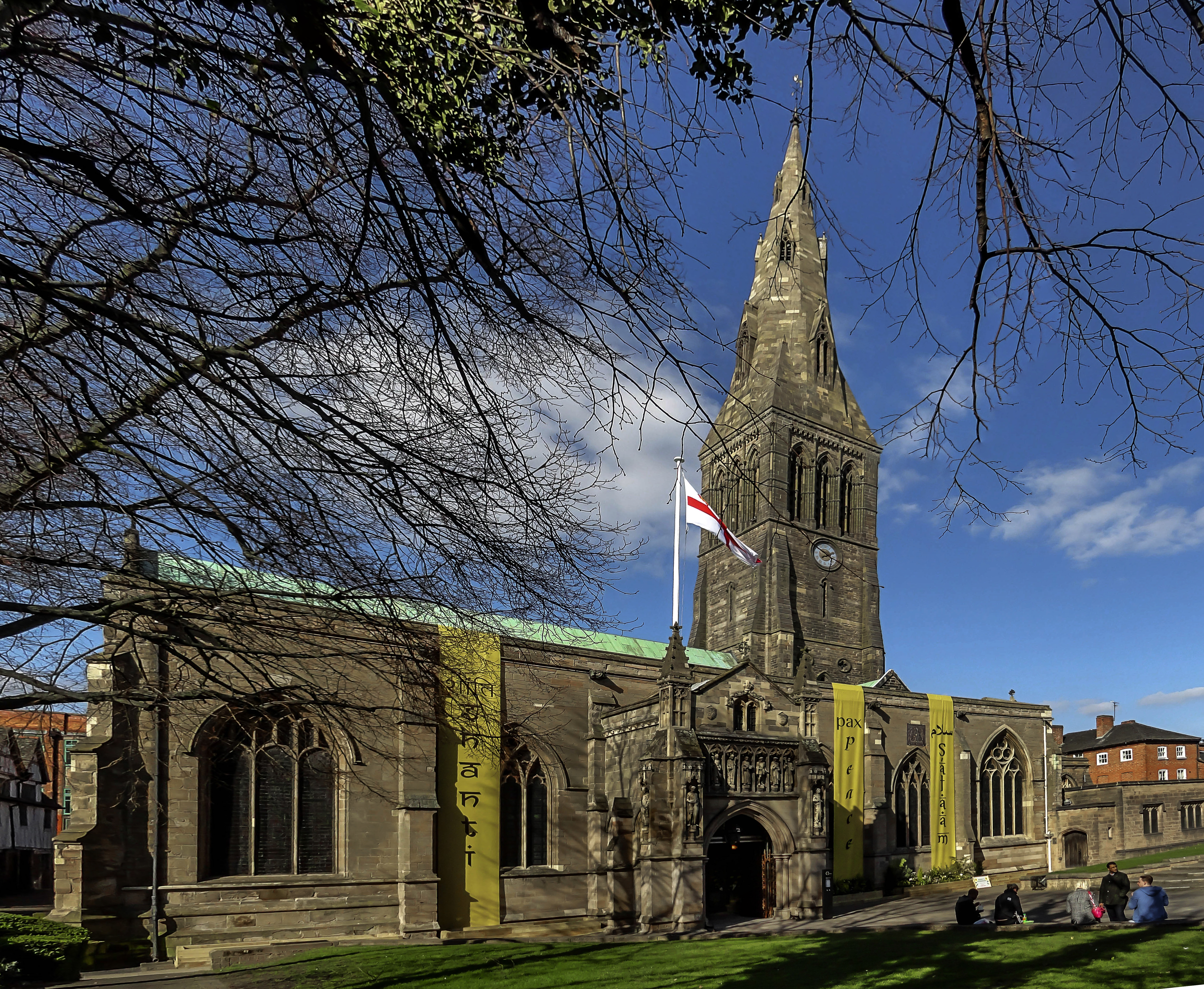
La cattedrale di Leicester, dove Riccardo III fu sepolto nel marzo del 2015.

La scelta del luogo di sepoltura si rivelò però controversa e furono avanzate proposte alternative per seppellire il re in luoghi più adatti per un cattolico romano e un monarca Yorkista. Furono lanciate petizioni online per chiedere che re Riccardo venisse sepolto nell'abbazia di Westminster, in cui diciassette altri re inglesi e britannici sono sepolti. A Westminster è sepolta anche sua moglie, Anna Neville; non è chiaro dove sia sepolto il loro unico figlio Edoardo di Middleham, principe di Galles; alcune teorie includono la chiesa di Sheriff Hutton o quella di Middleham, nel North Yorkshire. Alcune petizioni chiedevano la sepoltura nella cattedrale di York, che alcuni sostenevano essere il luogo di sepoltura preferito dal sovrano o la cattedrale cattolica di Arundel o nel parcheggio di Leicester, in cui venne trovato il suo corpo. Solo due opzioni hanno ricevuto un significativo sostegno pubblico, Leicester ricevette 3.100 più firme di York. La questione venne discussa in Parlamento; il conservatore e storico Chris Skidmore propose i funerali di Stato, mentre John Mann, laburista e membro del parlamento per Bassetlaw, suggerì che il corpo avrebbe dovuto essere sepolto a Worksop, nel suo collegio elettorale, a metà strada tra York e Leicester. Tutte le opzioni vennero respinte e il sindaco di Leicester Peter Soulsby affermò: "Quelle ossa lasceranno Leicester sul mio cadavere".
Dopo l'azione legale promossa dall'"Alleanza plantageneta", un gruppo che rappresenta i presunti discendenti collaterali di Riccardo, l'ultimo luogo di riposo del sovrano rimase incerto per quasi un anno. Il gruppo, che si è descritto come "i rappresentanti e la voce di Sua Maestà", chiedevano che fosse sepolto nella cattedrale di York, sostenendo che questo fosse il suo "desiderio". Il decano della cattedrale di Leicester definì questa sfida "irrispettosa" e affermò che la cattedrale non avrebbe più investito denaro fino alla decisione sulla questione. Gli storici dissero che non c'era alcuna prova che Riccardo III volesse essere sepolto a York. Mark Ormrod dell'Università di York espresse il suo scetticismo sull'idea che Riccardo avesse messo a punto eventuali piani chiari per la sua sepoltura. La posizione dell'Alleanza plantageneta venne contestata. Il matematico Rob Eastaway calcolò che Riccardo III potrebbe avere milioni di discendenti collaterali viventi, affermando che "a tutti dovremmo dare la possibilità di votare tra Leicester e York".
Nell'agosto del 2013 il giudice Charles Haddon-Cave concesse il permesso per un controllo giurisdizionale in quanto i piani di sepoltura originali avrebbero ignorato il diritto comune di dovere "consultare ampiamente su come e dove i resti di Riccardo III dovrebbero essere adeguatamente reinterrati". Il controllo giurisdizionale venne aperto il 13 marzo 2014 e sarebbe dovuto durare due giorni, ma la decisione venne rinviata per quattro-sei settimane. I giudici Heather Hallett, Duncan Ouseley e Charles Haddon-Cave, dissero che alla corte sarebbe stato necessario del tempo per prendere in considerazione la sentenza. Il 23 maggio la High Court dichiarò non vi era "alcun obbligo di consultare" e che "non c'erano motivi di diritto per l'intervento della corte"; la sepoltura a Leicester poté procedere. Il contenzioso costò agli attori 245 000 sterline - somma molto maggiore al costo dell'inchiesta iniziale.

### Sepoltura e commemorazioni

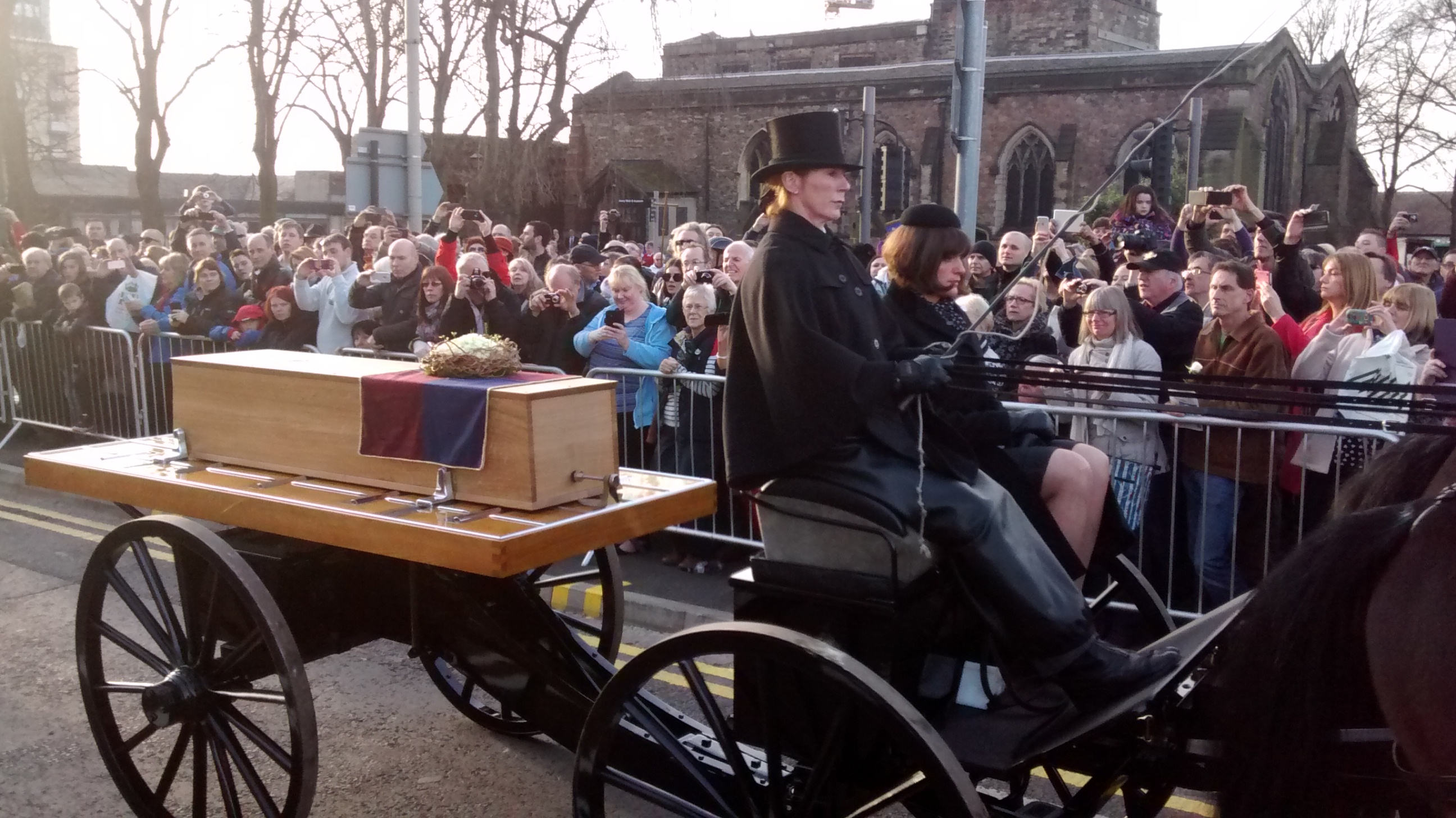
Corteo funebre con la bara del re.

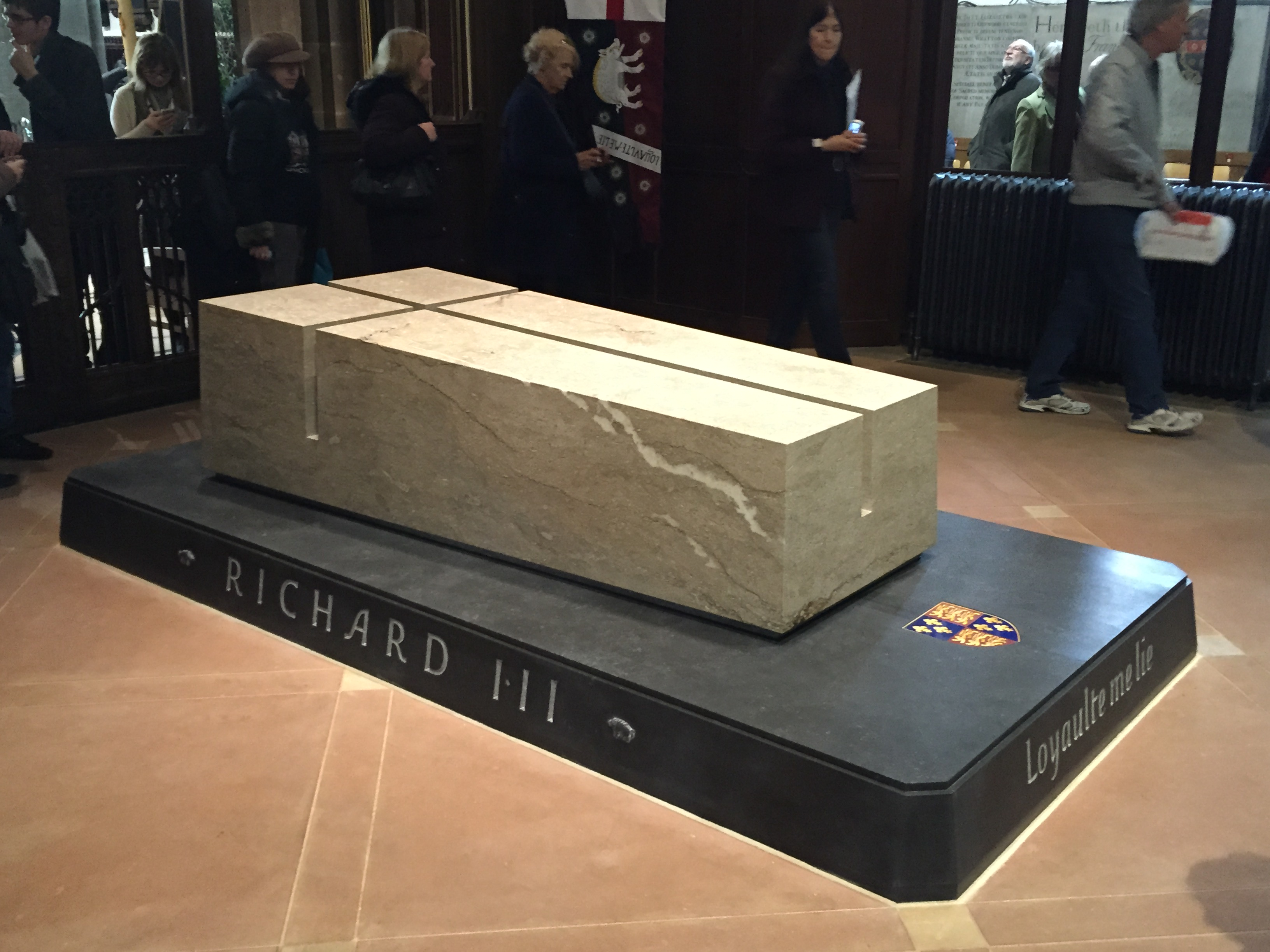
Nuova tomba del sovrano.

Nel febbraio del 2013, la cattedrale di Leicester annunciò una procedura e un calendario per l'inumazione dei resti di Riccardo III. Le autorità della cattedrale previdero di seppellirlo in un "posto d'onore" all'interno della cattedrale. I piani iniziali prevedevano una lapide in pietra, forse ottenuta modificando quella installata nel coro nel 1982, questa scelta si dimostrò però impopolare. Una tomba rialzata era l'opzione più popolare tra i membri della Richard III Society e nei sondaggi tra gli abitanti. Nel giugno del 2014, venne annunciata la progettazione di una tomba rialzata in pietra fossile di Swaledale. Nello stesso mese la statua di Riccardo III, posizionata nel cortile del castello di Leicester, venne spostata nei giardini rinnovati della cattedrale, che furono riaperti il 5 luglio successivo.
La sepoltura ebbe luogo nel corso di una settimana di eventi tra il 22 e il 27 marzo 2015. La sequenza di eventi incluse:
- Domenica 22 marzo 2015: le ossa di Riccardo furono sigillate in un ossario foderato che venne posto in una bara di legno.[110] I resti furono trasferiti dall'Università di Leicester alla cattedrale cittadina tramite il sito della battaglia di Bosworth nella Fenn Lane Farm, attraverso Dadlington, Sutton Cheney, il Bosworth Battlefield Heritage Centre su Ambion Hill e Market Bosworth ripercorrendo parte dell'ultimo viaggio del re.[78][111] La bara, realizzata in legno di quercia della tenuta del ducato di Cornovaglia fu realizzata da Michael Ibsen.[57] Questa venne trasferita da un carro funebre a motore fino all'ingresso della città di Leicester, da qui proseguì su un carro funebre trainato da cavalli.[112]
- Lunedì 23 - mercoledì 25 marzo 2015: camera ardente nella cattedrale. I tempi d'attesa per vedere la bara superarono le quattro ore.[113]
- Lunedì 23 marzo 2015: il cardinale Vincent Nichols, arcivescovo di Westminster, celebrò una messa per l'anima di Riccardo III nel priorato della Santa Croce a Leicester, la chiesa parrocchiale cattolica.
- Giovedì 26 marzo 2015: sepoltura alla presenza dell'arcivescovo di Canterbury Justin Welby e di alti membri di altre confessioni cristiane. Il servizio, trasmesso in diretta su Channel 4, incluse preghiere commemorative per il sovrano, per le vittime di Bosworth e degli altri conflitti. L'attore Benedict Cumberbatch, un lontano parente di Riccardo III, lesse una poesia scritta per il servizio dal poeta laureato Carol Ann Duffy.[114][115] La famiglia reale venne rappresentata dalla contessa di Wessex Sophie Rhys-Jones, da Richard, duca di Gloucester e da sua moglie Birgitte van Deurs. Riccardo III era infatti duca di Gloucester prima di salire al trono. La musica durante il servizio incluse un adattamento del salmo 138 di Leonel Power; Ghostly Grace, un inno composto per il servizio da Judith Bingham, un adattamento del salmo 150 di Philip Moore e un arrangiamento di "God Save the Queen" di Judith Weir.[116]
- Venerdì 27 marzo 2015: apertura della tomba al pubblico, seguita da commemorazioni in tutta Leicester.[117]

## Reazioni

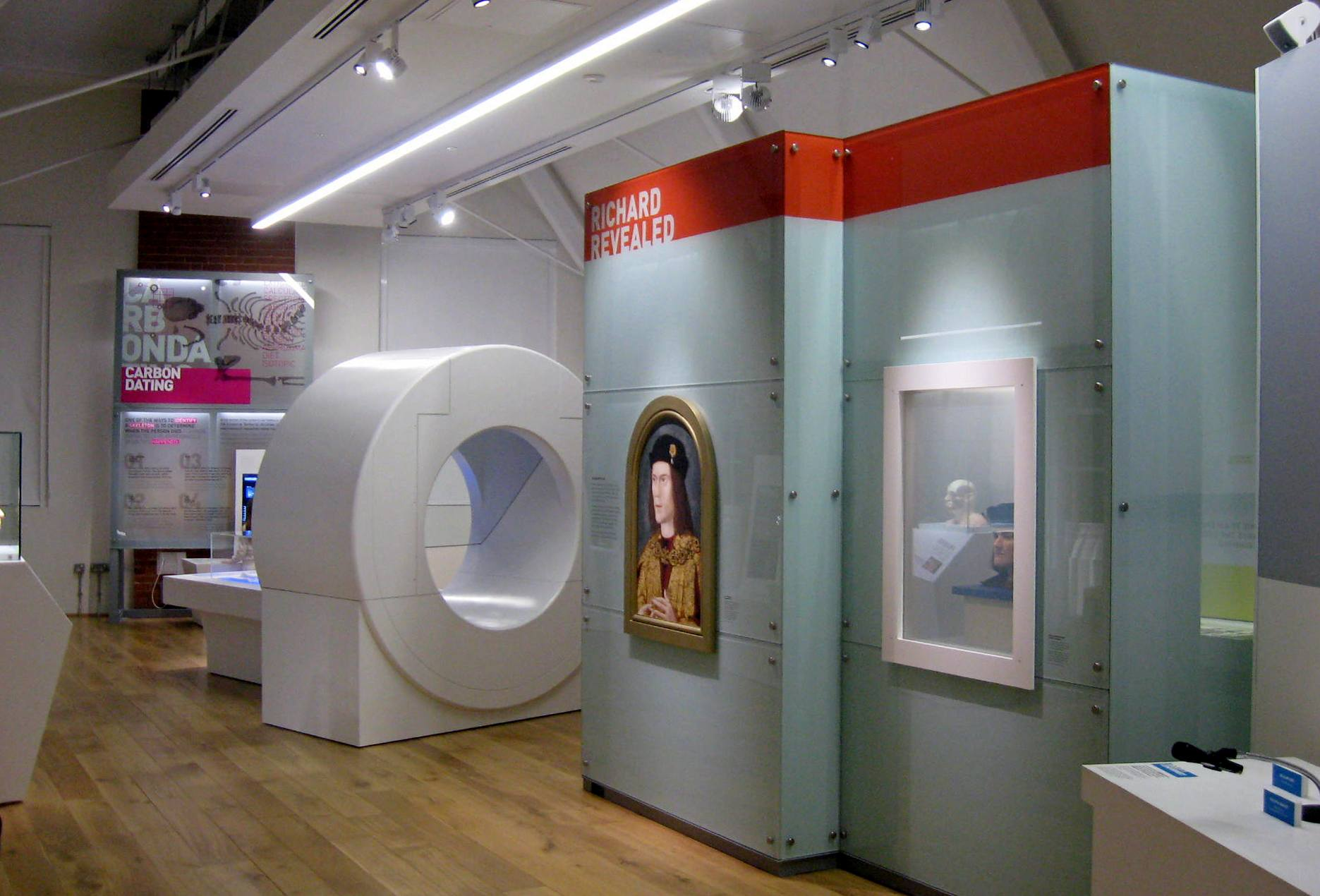
Una delle gallerie del centro visitatori Riccardo III a Leicester.

Dopo la scoperta, il consiglio cittadino allestì una mostra temporanea su Riccardo III nella gilda medievale cittadina. Il consiglio annunciò di voler creare un'attrazione permanente e successivamente spese 850 000 sterline per comprare la piena proprietà di St Martin Place, già parte della Leicester Grammar School, in Peacock Lane, dall'altra parte della strada dalla cattedrale. Il sito confina con il parcheggio dove venne trovato il corpo e sorge sul coro della chiesa del convento dei frati grigi. Questo venne convertito in un centro visitatori con una spesa di 4,5 milioni di sterline per raccontare la storia di Riccardo, la sua vita, morte, sepoltura e riscoperta, con reperti provenienti dallo scavo compreso gli stivali di gomma di Philippa Langley, la giacca ad alta visibilità e il cappello indossato dall'archeologo Mathew Morris il giorno della scoperta dello scheletro di Richard. I visitatori possono vedere la tomba originale sotto un pavimento di vetro. Il consiglio prevedette che il centro visitatori, aperto nel luglio del 2014, avrebbe attirato 100 000 visitatori l'anno.
In Norvegia, l'archeologo Øystein Ekroll sperò che l'interesse per la scoperta del re inglese si sarebbe diffusa nel suo paese. A differenza dell'Inghilterra, dove, con la possibile eccezione di Edoardo V, ora sono note le sepolture di tutti i re fin dall'XI secolo, in Norvegia circa venticinque re medievali sono sepolti in tombe senza nome in tutto il paese. Ekroll propose di incominciare con Harald III, che venne probabilmente sepolto in forma anonima a Trondheim, al di sotto quella che oggi è una strada pubblica. Un precedente tentativo di riesumare Harald nel 2006 venne bloccato dalla Direzione norvegese per i beni culturali (Riksantikvaren).
Richard Buckley del servizio archeologico dell'Università di Leicester, che aveva detto che si sarebbe "mangiato il cappello" se Riccardo fosse stato scoperto, compì la sua promessa mangiando una torta a forma di cappello realizzata al forno da un collega. Buckley poi dichiarò:
Alcuni osservatori hanno ipotizzato che l'entusiasmo e il morale elevato in città abbiano avuto un ruolo nella sorprendente vittoria del Leicester City F.C. nella Premier League 2015-16. Poco dopo la sepoltura di Riccardo, il Leicester City ha iniziato una striscia di successi che li ha portati dal fondo della classifica a evitare agevolmente la retrocessione, culminando con la vittoria del campionato nell'anno seguente. Il sindaco Sir Peter Soulsby ha dichiarato:
I due eventi hanno ispirato il libro per bambini del 2016 di Michael Morpurgo, La volpe e il re fantasma, in cui il fantasma di Riccardo III promette di aiutare la squadra di calcio in cambio di essere liberato dalla sua tomba nel parcheggio.

## Nella cultura popolare
Il film biografico britannico del 2022 The Lost King, diretto da Stephen Frears, segue la ricerca di Langley del corpo di re Riccardo III.